# Love's on Every Corner
"Love's on Every Corner" er en sang af den australske sangerinde Dannii Minogue. Sangen blev skrevet af Danny Poku, Cathy Dennis og Paul Taylor, og blev udgivet i november 1992 som den anden single fra Minogues anden studiealbum Get Into You (1993). Singlen nåede den Top 50 i Storbritannien og blev ikke udgivet i Australien.

## Formater og sportliste
CD single 1
1. "Love's on Every Corner" (7" Mix)
2. "Love's on Every Corner" (12" Mix)
3. "Love's on Every Corner" (Bass in Your Face Dub)

CD single 2
1. "Love's on Every Corner" (7" Mix)
2. "Love and Kisses"
3. "Jump to the Beat" (Mix indeholder ikke rap)
4. "Baby Love"

Britiske kassette
1. "Love's on Every Corner" (7" Mix)
2. "Love and Kisses"

## Personale
- Dannii Minogue – vokal
- Dancin' Danny D – producer
- Andrew MacPherson – fotografi

## Hitlister
| Hitliste (1992)      | Placering |
| -------------------- | --------- |
| Storbritannien (OCC) | 44        |